# Православие в Молдове

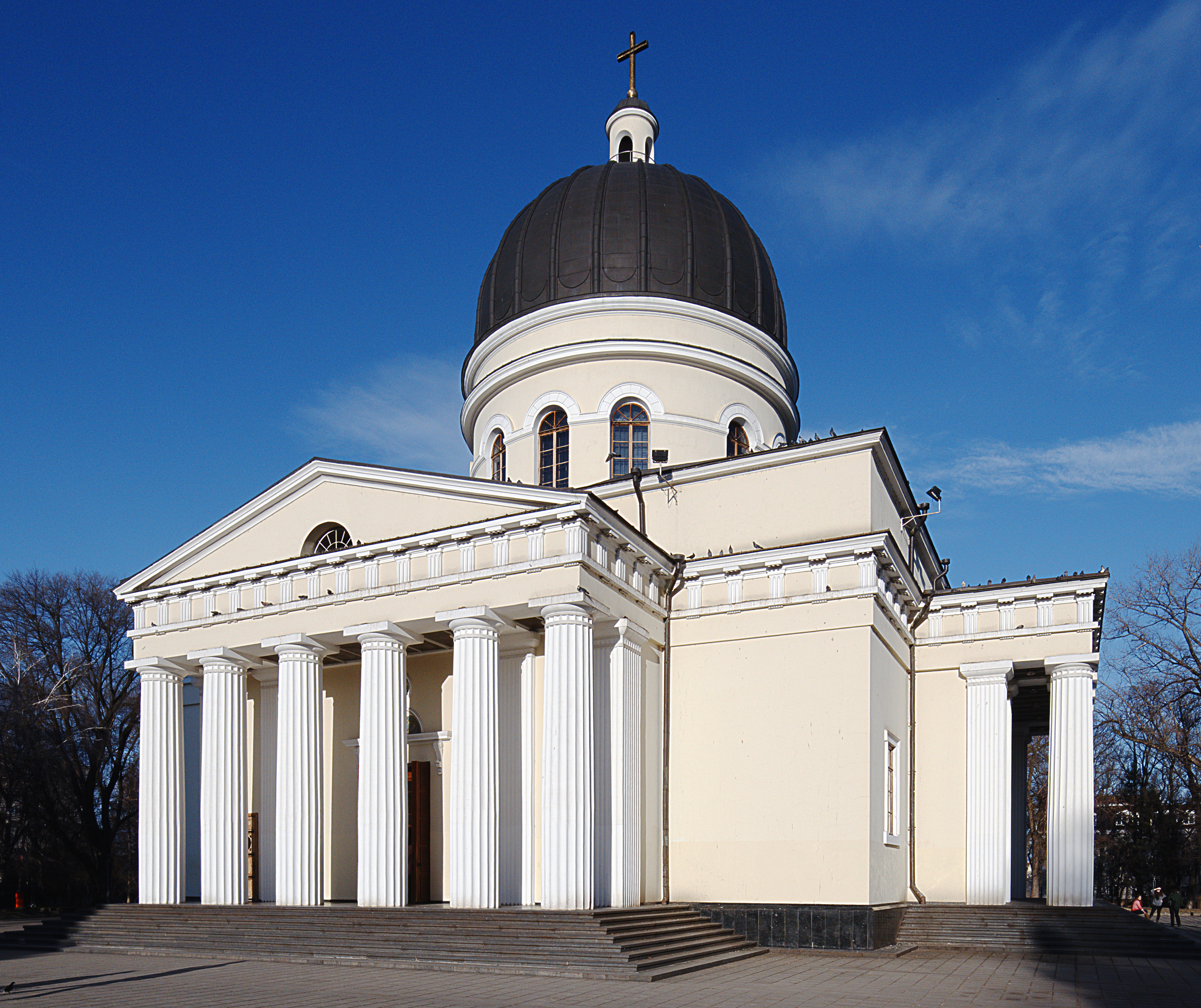
Кафедральный собор Православной церкви Молдовы в Кишинёве

Православие в Молдавии — крупнейшее направление христианства в стране. В ходе переписи населения в 2004 году 93,3 % населения Молдавии (без учёта Приднестровья) отнесли себя к православным христианам. На территории Приднестровья, не контролируемой молдавскими властями, православными считаются 80 % населения.
Молдавское православие не представляет единства в вопросах юрисдикции и распадается на десяток церквей и групп.

## История
Первые сведения о христианстве в низовья Дуная проникли с римскими колонистами в Ι—ΙΙΙ веках. До V века епископы Дакии находились в ведении архиепископа Сирмийского, подлежавшего юрисдикции Римского епископа. После разрушения Сирмии гуннами (V век) церковная область Дакии перешла в юрисдикцию архиепископа Солунского, подчинявшегося то Риму, то Константинополю. По учреждении в VI веке императором Юстинианом I в родном своём городе — первой Юстиниане (Justiniana prima) — центра церковной администрации Дакия была подчинена последнему.
В XII—XIII веках земли от Днестра до Дуная и Серета находились под контролем восточнославянского Галицкого княжества.
После образования Молдавского княжества к концу XIV века (или в 1401 году) была учреждена Молдавская митрополия в составе Константинопольского Патриархата на правах автономии. Большинство священнослужителей митрополии долгое время происходили из соседних славянских княжеств (Болгарии, Сербии, Великого княжества Литовского, Русского царства). Церковнославянский язык стал языком церкви и официальных актов. Митрополит был вторым после господаря лицом в государстве. Церковь положила начало славяно-молдавскому летописанию и стала инициатором образования в княжестве: в 1639 году в Яссах, при поддержке митрополита Киевского Петра Могилы, была открыта первая молдавская школа – Славяно-греко-латинская академия.
В результате русско-турецких войн в XVIII веке православные молдаване вошли под покровительство Российской империи. В 1813 году на территории Бессарабии, отошедшей к России, была образована Кишинёвская епархия в составе Российской церкви.

## Каноническое православие
Крупнейшее православное объединение в стране — Православная церковь Молдовы. Церковь является самоуправляемой частью Русской православной церкви и объединяет 70 % жителей Молдавии и Приднестровья. Православная церковь Молдовы разделена на 6 епархий и насчитывает 1277 приходов.

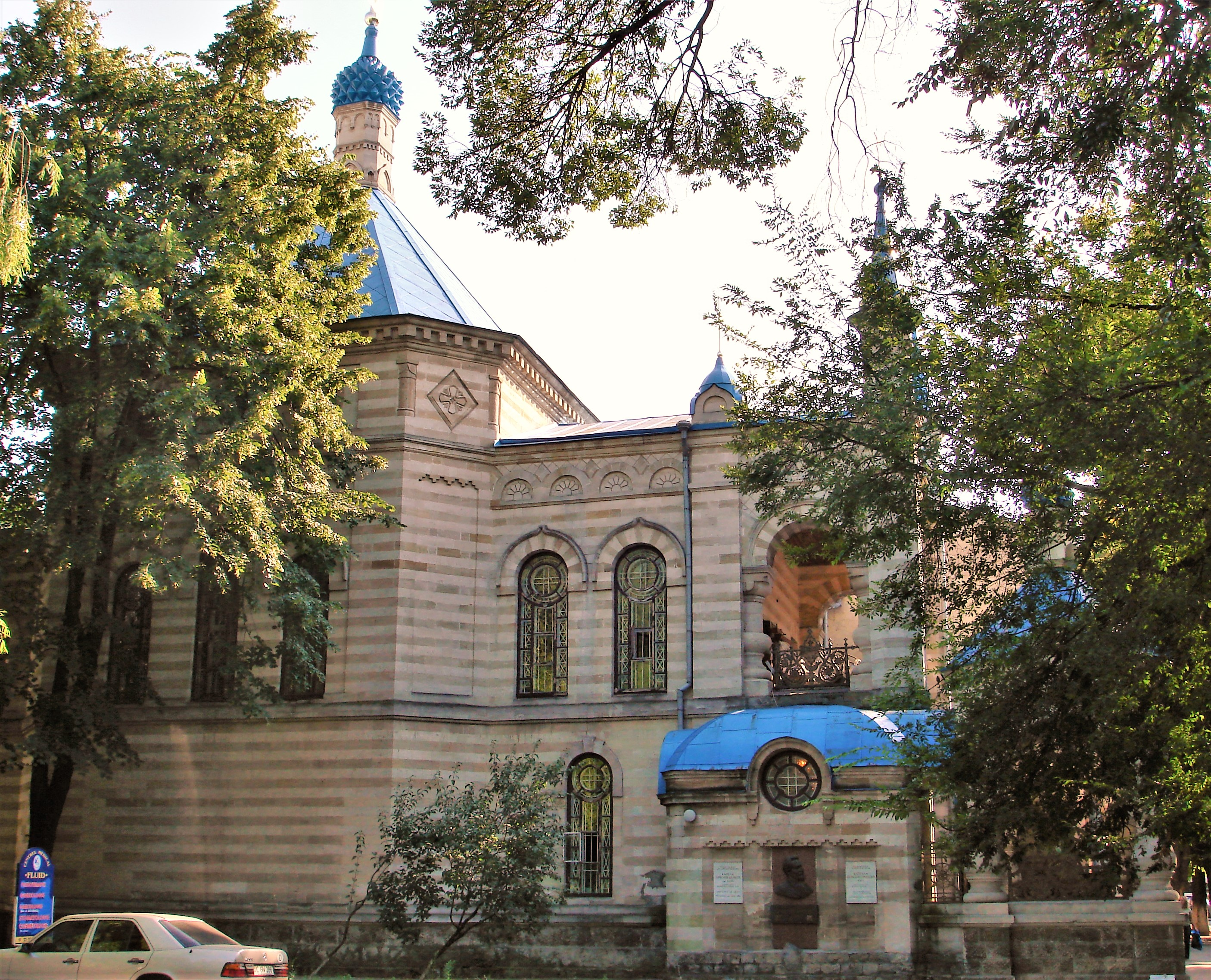
Кафедральный собор Бессарабской митрополии

С 1992 года в стране действует Бессарабская митрополия Румынской православной церкви. Церковь объединяет около 10—20 % православных верующих. По состоянию на 2014 год митрополия насчитывала свыше 300 зарегистрированных приходов и 10 монастырей.

## Неканоническое православие
Часть верующих страны являются прихожанами православных церквей, не признанных мировым (каноническим) православием. Подобные церкви весьма малочисленны и, зачастую, представлены в Молдове лишь одной группой.
Русская православная церковь заграницей распалась в Молдавии на три ветви. РПЦЗ (Агафангела) состоит из пяти приходов и возглавляется архиепископом Кишинёвским и Молдавским Георгием (Кравченко). РПЦЗ (Владимира) сохранила за собой храм святого праведного Иоанна Кронштадтского в Бельцах (иерей — Василий Андроник). Истинно-православная церковь Молдавии возглавляется архиепископом Белцьким и Молдавским Антонием и состоит из 6 приходов в Сынжерейском районе; центр движения расположен в Старые Биличены.
В селе Стойканы действует община Молдавской православной автокефальной церкви (входит в Российскую православную церковь (Дамаскина). Руководит церковью архиепископ Кишинёвский и Молдавских земель Андриан (Замлинский).
Украинская православная церковь Киевского патриархата создала в стране одну епархию — Православную епархию восточной Молдовы. По данным молдавского Минюста, юридический адрес епархии зарегистрирован в Страшенах. Руководит церковью епископ Фалештский и Восточно-Молдавский Филарет (Панку).
В Тирасполе действует приход Апостольской православной церкви. Русская истинно-православная церковь представлена одним приходом в селе Тецканы. С 2013 года епископ Диодор (Шевчук) представляет в Молдавии Российскую Православную Автономную Церковь (Варсофония).
В 2010 году Министерство юстиции Молдовы зарегистрировало «Старостильный православный религиозный культ в Республике Молдова». Руководителем культа является Павел Доди, бывший священник Бессарабской митрополии. Центром движения стал Гидигич, где расположен мужской монастырь с резиденцией архиерея. Сторонники данного движения ещё в 2008 году объявили о подчинении бывшему Иерусалимскому патриарху Иринею и открыли на Буюканах подворье неканонического Иерусалимского патриархата — мужской монастырь Святого гроба Господа Иисуса Христа. Организации принадлежит два монастыря — в Кишинёве и Гидигиче.
В июле 2013 года правительство страны зарегистрировало «Независимую катакомбную церковь в Молдове»; кафедральным собором церкви стал Димитриевский храм в Сороках. Его настоятель Диодор Шевчук получил в 2012 году от главы Российской истинно-православной катакомбной церкви Венедикта титул «епископ Кишинёвский и Молдавский».
В январе 2014 несколько бывших священников Бессарабской митрополии зарегистрировали в Минюсте Молдовы Митрополию Кишинёва и восточной Молдовы. Главой митрополии избран отец Георге Василиу, секретарём — Вячеслав Афанасьев.
3 марта 2015 года правительство зарегистрировало «Традиционную православную церковь в Молдове» с центром в селе Новый Сагайдак.

## Старообрядчество
В 20-х годах XVIII века на территории Бессарабии возникают поселения липован, к которым вскоре присоединяются некрасовцы. В XIX общины староверов действуют в Кишинёве, Бендерах, Тирасполе, Оргееве, Сороках; старообрядческие поселения, населённые русскими переселенцами возникают на севере и в центре страны. В первой половине XX века старообрядцами края руководил Иннокентий (Усов).
В настоящее время Кишинёвская старообрядческая епархия насчитывает 18 приходов (официально зарегистрированы 16) белокриницкого согласия. В селе Кунича действует женский монастырь.
С середины XIX века в Единцах существует община поморцев. В 1972 году на старообрядческом кладбище города был построен храм, который и по сей день остаётся единственной в стране общиной Древлеправославной поморской церкви.
Общее число старообрядцев оценивается в 5 тыс. человек.

## Околоправославные группы

### Молокане
Первая община молокан возникла в Кишинёве в 1806 году. К началу XX века в ней насчитывалось 200 членов. Во время румынского правления число молоканских общин в Бессарабии достигло пяти. После присоединения Молдавии к СССР официальную регистрацию прошли лишь кишинёвская и бендерская общины; обе они принадлежали к молоканам-воскресникам «тамбовского толка». Помимо этих двух общин молоканские группы имелись в Бельцах и селе Гыска.
В августе 1995 года молдавским правительством был зарегистрирован «Союз общин духовных христиан-молокан», который в настоящее время представлен лишь одной общиной в Кишинёве.

### Иннокентьевцы
Секта иннокентьевцев зародилась в начале XX века в Балте, откуда вскоре широко распространилась по Бессарабии. В 1927 году в Бессарабии общины иннокентьевцев существовали в 105 горордах и сёлах, число последователей движения составляло 20 тысяч.
К 1973 году в крае осталось 200 верующих, г.о. в сёлах Чок-Майдан, Томай, Барабой, Рауцел и Главан.
После провозглашения независимости Молдавии, иннокентьевцы вновь активизировались. На окраине Кишинёва появился самостройный храм. В 2000 году в стране действовало 10 групп иннокентьевцев, число верующих оценивалось в 300 человек. При этом, в государственной регистрации иннокентьевцам было отказано.